# Discographie de Michel Teló
Voici la discographie du chanteur brésilien Michel Teló composé d'un album studio, de 2 albums live, de 8 singles, d'un DVD et de 9 clips vidéo.

## Albums
fhn

### Albums live
| Titre                 | Album                                                                                          | Meilleure position | Meilleure position | Meilleure position | Meilleure position | Meilleure position | Meilleure position | Meilleure position | Meilleure position | Certifications           |
| Titre                 | Album                                                                                          | AUT                | BEL (Fla)          | BEL (Wal)          | FRA                | ALL                | P-B                | ESP                | SUI                | Certifications           |
| --------------------- | ---------------------------------------------------------------------------------------------- | ------------------ | ------------------ | ------------------ | ------------------ | ------------------ | ------------------ | ------------------ | ------------------ | ------------------------ |
| Michel Teló - Ao Vivo | - Date de sortie : 14 août 2010 - Label : Som Livre - Formats : CD, téléchargement digital     | —                  | —                  | —                  | —                  | —                  | —                  | —                  | —                  | - Brésil ABPD - Or       |
| Michel na Balada      | - Date de sortie : 18 décembre 2011 - Label : Som Livre - Formats : CD, Téléchargement digital | 10                 | 14                 | 29                 | 4                  | 11                 | 13                 | 10                 | 2                  | - Portugal AFP - Platine |

## Singles

### Singles internationaux
| Année | Titre            | Meilleure position | Meilleure position | Meilleure position | Meilleure position | Meilleure position | Meilleure position | Meilleure position | Meilleure position | Meilleure position  | Certifications                    | Album                  |
| Année | Titre            | Allemagne          | Autriche           | Espagne            | Italie             | Pays-Bas           | Suisse             | France             | Belgique (Flandre) | Belgique (Wallonie) | Certifications                    | Album                  |
| ----- | ---------------- | ------------------ | ------------------ | ------------------ | ------------------ | ------------------ | ------------------ | ------------------ | ------------------ | ------------------- | --------------------------------- | ---------------------- |
| 2011  | Ai se eu te pego | 1                  | 2                  | 1                  | 1                  | 1                  | 1                  | 1                  | 1                  | 3                   | - Espagne - Platine - Italie - Or | Michel na Balada       |
| 2012  | If I Catch You   | —                  | —                  | —                  | —                  | —                  | —                  | —                  | —                  | —                   |                                   | Non extrait d'un album |

### Singles au Brésil
| Année | Album                   |                       |
| ----- | ----------------------- | --------------------- |
| 2009  | Ei, Psiu! Beijo Me Liga | Balada Sertaneja      |
| 2010  | Amanhã Sei Lá           | Balada Sertaneja      |
| 2010  | Fugidinha               | Michel Teló - Ao Vivo |
| 2011  | Se Intrometeu           | Michel Teló - Ao Vivo |
| 2011  | Larga De Bobeira        | Michel Teló - Ao Vivo |
| 2011  | Ai se eu te pego        | Michel na Balada      |
| 2011  | Humilde Residência      | Michel na Balada      |